# قانون الخدمات الصحية الوطنية والرعاية المجتمعية 1990
يعتبر قانون الخدمات الصحية الوطنية والرعاية المجتمعية 1990 ، (بالإنجليزية: National Health Service and Community Care Act 1990)‏، جزءا من التشريع الذي يحكم الرعاية الصحية والرعاية الاجتماعية في المملكة المتحدة. حيث أنه يفرض الكيفية التي يجب على الخدمات الصحية الوطنية أن تتواجد وتقدم للمرضى بناء على احتياجاتهم ومتطلباتهم وظروفهم.
كما أن القانون يقدم سوقا داخلية في تأمين الرعاية الصحية جاعلا تقديمها أمرا ممكنا، أكثر من مقدم الرعاية، وبند الرعاية الاجتماعية.
ينص القانون على أنه من واجب «السلطات المحلية»، أن تقيم الناس من أجل الرعاية والدعم الاجتماعي. وذلك للتأكد من أن الأشخاص الذين يحتاجون إلى تلقي خدمات الرعاية المجتمعية أو أنواع أخرى من الدعم فهم يحصلون عليها. وعندما يتم تقييم احتياجات المرضى وظروفهم فإن النتائج ستحدد نوع الخدمات التي سيحصلون عليها سواء أكانت خدمات للرعاية أو خدمات اجتماعية. علاوة على أن هذا الأمر يضمن أيضا أن الأشخاص الذين يمنحون الرعاية إنما يخضعون لمجموعة محددة من القواعد تدعى أساس قيمة الرعاية.
هذا ويمكن أخذ مصادر «السلطة المحلية» بالحسبان خلال عملية التقييم، فإن اعتبرت أن الخدمات مطلوبة، عندها يجب أن يتم تقديم تلك الخدمات بحسب القانون: لا يمكن سحب الخدمات في وقت لاحق إن أصبحت المصادر محدودة.
يقوم قانون قانون الخدمات الصحية الوطنية والرعاية المجتمعية 1990 بالفصل بين دور السلطات الصحية والسلطات المحلية من خلال تغيير بنيتها الداخلية، حيث تتولى أقسام السلطات المحلية تقييم احتياجات السكان المحليين ثم تقوم بشراء الخدمات الضرورية من «المزودين». ولكي تصبح منظمات الصحة من «المزودين» في السوق الداخلية، عليها أن تحوز ثقة خدمات الرعاية الصحية NHS وتتنافس مع بعضها البعض. هذا وتضمن الرعاية المجتمعية أن الأشخاص الذين بحاجة إلى رعاية طويلة الأجل قادرون الآن على العيش سواء أكان ذلك في منازلهم، مع الدعم الملائم، أو في المنازل السكنية المعدة.